# 阮青毅
阮青毅（1976年8月12日—），或译阮清谊、阮清毅，男性，金瓯省金瓯市人，越南政治人物。前越南总理阮晋勇之子，现任第十三届越共中央委員、胡志明市委副書記。

## 生平
阮青毅拥有建設技術科學博士学位，曾担任第十一屆越共中央候補委員、胡志明市建筑大学副校长，2011年转任越南建设部副部长。
2014年3月，阮青毅外放坚江省，担任越南共产党坚江省委员会副书记，2015年10月，升任越共坚江省委书记，为当时越南最年轻的省委书记（39岁），并在翌年的越共十二大上当选为越共中央委员。
2020年10月，阮青毅离开坚江省，回到河内，再度担任越南建设部副部长，2021年1月，他在越共十三大上当选为越共中央委员，并于当年4月8日获越南国会任命为越南建设部部长。

## 家庭
阮青毅是越南前任总理阮晋勇的长子。有一弟阮明哲，2015年当选越共平定省党委委员，现任胡志明共产主义青年团中央书记、越南大学生协会主席。阮青毅还有一个妹妹阮清鳳，主修财经，现执掌越南投资基金公司“越南资本管理”以及证券公司“越南资本证券”。